# Dave Bailey
Samuel David Bailey (22 de febrero de 1926 - 28 de diciembre de 2023) fue un baterista de jazz estadounidense. 

## Primeros años de vida
Nacido en Portsmouth, Virginia, Bailey estudió batería en la ciudad de Nueva York en el Conservatorio del Centro de Música después de servir en la Fuerza Aérea de los Estados Unidos durante la Segunda Guerra Mundial.

## Carrera
Bailey tocó con Herbie Jones de 1951 a 1953 y más tarde con Johnny Hodges, Charles Mingus, Lou Donaldson, Curtis Fuller, Billy Taylor, Art Farmer, Ben Webster y Horace Silver. Entre 1954 y 1968, tocó en varias sesiones dirigidas por Gerry Mulligan, y en la década de 1960 tocó con Clark Terry, Kenny Dorham, Grant Green, Lee Konitz, Cal Tjader, Roger Kellaway y Bob Brookmeyer.
En 1969, se retiró de la música y se convirtió en instructor de vuelo. A partir de 1973 trabajó en educación musical en Nueva York y estuvo involucrado con el Jazzmobile.

## Muerte
Bailey murió el 28 de diciembre de 2023, a la edad de 97 años. 

## Discografía

### Como líder
- One Foot in the Gutter (Epic, 1960)
- Gettin' Into Somethin' (Epic, 1961)
- Reaching Out (Jazztime, 1961)
- Bash! (Jazzline, 1962)
- 2 Feet in the Gutter (Epic, 1962) incluye "Comin' Home Baby"

### Como acompañante
Con George Braith
- Two Souls in One (Blue Note, 1963)

Con Bob Brookmeyer
- Traditionalism Revisited (World Pacific, 1957)

Con Chris Connor
- Free Spirits (Atlantic, 1962)

Con Lou Donaldson
- Swing and Soul (Blue Note, 1957)
- Blues Walk (Blue Note, 1958)
- The Time Is Right (Blue Note, 1959)
- Here 'Tis (Blue Note, 1961)
- Gravy Train (Blue Note, 1961)

Con Art Farmer
- Modern Art (United Artists, 1958)

Con Curtis Fuller
- Imagination (Savoy, 1959)
- South American Cookin' (Epic, 1961)

Con Stan Getz
- Jazz Samba Encore! (Verve, 1963)
- Stan Getz with Guest Artist Laurindo Almeida (Verve, 1963)

Con Grant Green
- Green Street (Blue Note, 1961)

Con Tubby Hayes
- Tubbs in N.Y. (Fontana, 1961)

Con Roger Kellaway
- A Jazz Portrait of Roger Kellaway con Jim Hall (Regina, 1963)
- The Roger Kellaway Trio (Prestige, 1965)

Con Lee Konitz
- Tranquility (Verve, 1957)

Con Norman Mapp
- Jazz Ain't Nothin' But Soul (Epic, 1961)

Con Howard McGhee
- Nobody Knows You When You're Down And Out (United Artists, 1962)

Con Marian McPartland
- Bossa Nova + Soul (Time, 1963)

Con Helen Merrill
- The Artistry of Helen Merrill (Mainstream, 1965)

Con Gerry Mulligan
- Presenting the Gerry Mulligan Sextet (EmArcy, 1955)
- Mainstream of Jazz (EmArcy, 1956)
- Recorded in Boston at Storyville (Pacific Jazz, 1956)
- The Teddy Wilson Trio &amp; Gerry Mulligan Quartet with Bob Brookmeyer at Newport (Verve, 1957)
- Blues in Time (Verve, 1957) - con Paul Desmond
- The Gerry Mulligan Songbook (World Pacific, 1957)
- Reunion con Chet Baker (World Pacific, 1957) - con Chet Baker
- Annie Ross Sings a Song with Mulligan! (World Pacific, 1959) - con Annie Ross
- What Is There to Say? (Columbia, 1959)
- The Concert Jazz Band (Verve, 1960)
- Jeru (Columbia, 1962)
- Night Lights (Philips, 1963)
- Relax! (Fontana, 1964)
- Butterfly with Hiccups (Limelight, 1964)
- Something Borrowed - Something Blue (Limelight, 1966)

Con Mark Murphy
- That's How I Love the Blues! (Riverside, 1962)

Con André Previn
- <i id="mwAQA">The Subterraneans</i> (Soundtrack) (MGM, 1960)

Con Vi Redd
- Lady Soul (Atco, 1963)

Con Charlie Rouse
- Yeah! (Epic, 1961)

Con Lalo Schifrin
- Samba Para Dos con Bob Brookmeyer (Verve, 1963)
- Once a Thief and Other Themes (Verve, 1965)

Con Jimmy Scott
- Very Truly Yours (Savoy, 1955)

Con Bola Sete
- Bossa Nova (Fantasy, 1962)

Con Art Simmons
- Art Simmons Quartet (BAM, 1956)

Con Billy Taylor
- Billy Taylor with Four Flutes (Riverside, 1959)

Con Clark Terry
- Back in Bean's Bag (Columbia, 1962) - con Coleman Hawkins
- More (Theme From Mondo Cane) con Ben Webster (Cameo, 1963)
- Tread Ye Lightly (Cameo, 1964)
- Tonight (Mainstream, 1965) - con Bob Brookmeyer
- The Power of Positive Swinging (Mainstream, 1965) - con Bob Brookmeyer
- Gingerbread Men (Mainstream, 1966) - con Bob Brookmeyer
- It's What's Happenin' (Impulse!, 1967)

Con Lucky Thompson
- Lucky Thompson Plays Jerome Kern and No More (Moodsville, 1963)

Con Ben Webster
- The Soul of Ben Webster (Verve, 1958)